# Wspólnota administracyjna Lohr am Main
Wspólnota administracyjna Lohr am Main – wspólnota administracyjna (niem. Verwaltungsgemeinschaft) w Niemczech, w kraju związkowym Bawaria, w rejencji Dolna Frankonia, w regionie Würzburg, w powiecie Main-Spessart. Siedziba wspólnoty znajduje się w mieście Lohr am Main, przy czym nie jest ono członkiem wspólnoty.
Wspólnota administracyjna zrzesza cztery gminy wiejskie (Gemeinde): 
- Neuendorf, 830 mieszkańców, 9,65 km²
- Neustadt am Main, 1 249 mieszkańców, 19,81 km²
- Rechtenbach, 993 mieszkańców, 7,27 km²
- Steinfeld, 2 233 mieszkańców, 33,69 km²